# Israel Stecksenius
Israel Danielis Stecksenius, född i Umeå, död 23 februari 1694 i Härnösands församling, var en svensk präst.

## Biografi
Stecksenius föddes i Umeå. Han var son till vice borgmästaren Daniel Jönsson Stecksenius och Brita Wenman. Stecksenius blev i oktober 1659 student vid Uppsala universitet och prästvigdes 1667. Han blev 1667 komminister i Skellefteå församling, tillträde 1669 och 5 mars 1684 kyrkoherde i Burträsks församling, tillträde 1685. Stecksenius avled 1694 i Härnösands församling.
Under Stecksenius tid vid Burträsks församling nedrevs det gamla träkapellet och en ny träkyrka i korsform uppfördes 1685 och fick en predikstol 1686. I slutet av sin levnadstid kom kyrkoherde Stecksenius i mycket spänt förhållande med komministern Stephen Dalin. Efter en tidigare hållen prostransakning i augusti 1693 stämdes båda för Härnösands domkapitel till prästmötet i februari följande år. Vid förhöret klagade komministern på att kyrkoherden och hans hustru inte velat ta emot nattvarden av honom, utan använt sig av komministern Hans Fluur i Skellefteå.

### Familj
Stecksenius var gift med Catharina Otto. Hon var dotter till bergmästaren Ægidius Otto i Skellefteå. De fick tillsammans barnen  Aegidius Stecksenius, rektorn Daniel Stecksenius (född 1674) i Piteå, lektorn Israel Stecksenius (1676–1721) i Härnösand, kyrkoherden Nils Stecksenius (född 1678) i Arnäs församling, kyrkoherden Jonas Stecksenius (född 1679) i Indals församling, Ingeborg Stecksenius som var gift med komministern Jonas Wessler i Arnäs församling och komministern Sven Gravelius i Anundsjö församling, Anna Stecksenius som var gift med en fiskare på Täby och 4 döttrar.